# Ljubljanski Zvon

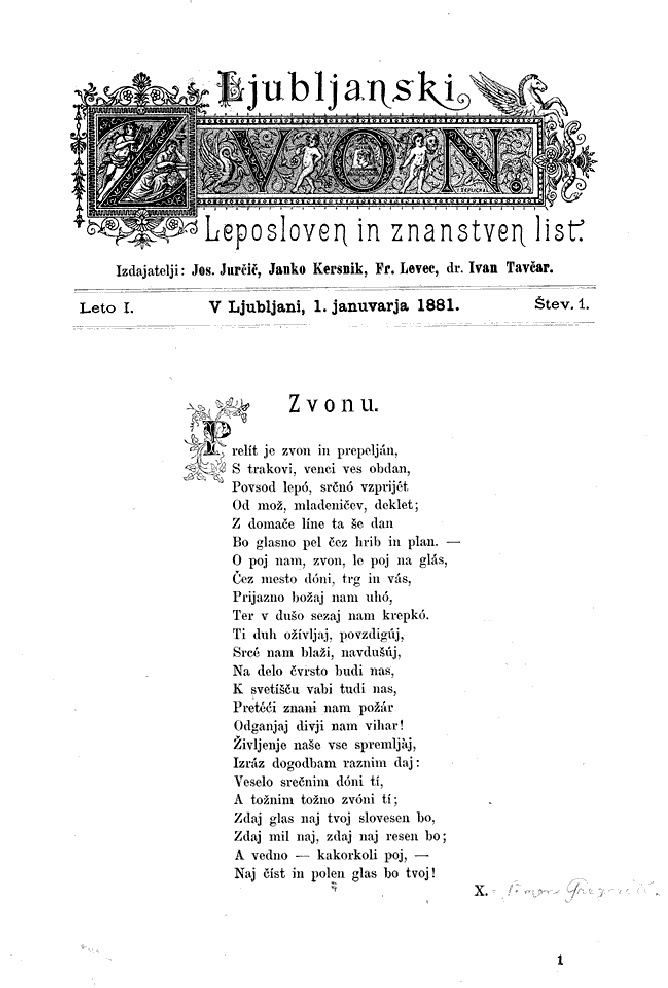
Het eerste nummer van Ljubljanski zvon, uit 1881, met op de voorpagina het gedicht 'Zvonu' (aan de klok) van Simon Gregorčič

Ljubljanski zvon (Nederlands: De Klok van Ljubljana) was een Sloveens literair tijdschrift dat maandelijks verscheen tussen 1881 en 1941. Veel bekende schrijvers schreven bijdragen voor dit tijdschrift, dat een van de belangrijkste literaire en culturele tijdschriften in Slovenië was. Ljubljanski zvon hielp mee aan de verspreiding van het realisme en later ook het naturalisme in de Sloveense literatuur.

## Vroege periode
Ljubljanski zvon verscheen voor het eerst op 1 januari 1881 in Ljubljana en was opgericht door een groep van jonge liberale Slovenen, die voornamelijk afkomstig waren uit Krain. Aanleiding voor de oprichting was de onvrede met het tijdschrift Zvon (De Klok), dat door Josip Stritar, een vooraanstaand lid van de beweging van de Jong-Slovenen, in Wenen werd uitgegeven. Men was ontevreden over de post-romantische visie die door Zvon werd gepropageerd: deze werd als gedateerd beschouwd en te sterk beïnvloed door Schopenhauers pessimisme. Onder de stichters van Ljubljanski zvon bevonden zich vooraanstaande journalisten en politieke activisten zoals Josip Jurčič, Janko Kersnik, Ivan Tavčar en Fran Levec. Het tijdschrift kreeg als ondertitel kreeg: ‘Leposloven in znanstven list’ (Literair en wetenschappelijk blad).
Ljubljanski zvon raakte al snel populair en werd een van de voornaamste Sloveense literaire tijdschriften. Het tijdschrift had een liberale en progressieve inslag, daarom werd al in 1888 door conservatieve Rooms-katholieke intellectuelen als reactie het tijdschrift Dom in svet (Huis en wereld) opgericht om de invloed van Ljubljanski zvon in te perken. De strijd tussen deze twee tijdschriften kenmerkte lange tijd het Sloveense culturele en publieke leven.
Na de eeuwwisseling werd er in Ljubljanski zvon meer ruimte gegeven aan politieke debatten. De ondertitel werd in 1901 dan ook veranderd in ‘Mesečnik za književnost in prosveto’ (Maandblad voor literatuur en onderwijs).

## Breuk
Tijdens de heerschappij van koning Alexander I van Joegoslavië, die streng centralistisch was, ontstond er binnen de redactie van het Ljubljanski zvon onenigheid. Aan de ene kant stond een kleine, door de overheid gesteunde minderheid, die voor het creëren van een unitaire Joegoslavische staat was, terwijl aan de andere kant de meerderheid van de redactieleden voor het behoud van de eigen Sloveense culturele identiteit was.
Deze onenigheid werd in 1931 voor de eerste keer echt duidelijk in het tijdschrift, toen hoofdredacteur Fran Albreht ter gelegenheid van de vijftigste verjaardag van Ljubljanski zvon had besloten het van een nieuwe ondertitel te voorzien: ‘Slovenska revija’ (Sloveens tijdschrift). Dit besluit kan als opruiend worden beschouwd omdat de Joegoslavische overheid destijds het officieel gebruik van Servokroatisch in het Dravabanaat aanmoedigde, ten nadele van het Sloveens. Deze politiek ging zelfs zo ver, dat het gebruik van de benaming Slovenië in officiële documenten niet toegelaten was.
In 1932 brak er vervolgens een controverse los rond dichter Oton Župančič en literair criticus Josip Vidmar in een debat over de Sloveense identiteit. Naar aanleiding van het bezoek van de Sloveens-Amerikaanse schrijver Louis Adamič aan het Koninkrijk Joegoslavië, had Župančič een essay gepubliceerd waarin hij meende dat de Slovenen niet te veel moesten focussen op hun taal als deel van de Sloveense culturele identiteit, aangezien men volgens hem ook zonder eigen taal zijn culturele identiteit zou kunnen behouden. Dit essay werd door velen gezien als indirecte goedkeuring van de cultuurpolitiek van de centralistische Joegoslavische overheid. Josip Vidmar wou daarop een artikel publiceren in Ljubljanski zvon waarin hij de ideeën van Župančič bekritiseerde, maar hij werd hierin verhinderd door de uitgever van het tijdschrift. Deze man had immers banden met de nationaal-liberale elite, die de dictatuur van koning Alexander steunde. Een debat werd zodoende dus in de kiem gesmoord. Uit protest stapte een groot deel van de redactie van Ljubljanski zvon op, waaronder hoofdredacteur Fran Albreht. Albreht publiceerde in hetzelfde jaar nog het boek Kriz Ljubljanskega zvona (De crisis binnen Ljubljanski zvon), waarin hij de controverse verduidelijkte. Dit boek en de hele kwestie brachten aanzienlijke schade toe aan de reputatie van Ljubljanski zvon, zo daalde het aantal abonnees drastisch.
In 1933 richtte een jongere generatie van Sloveense liberale intellectuelen een nieuw tijdschrift op, Sodobnost (Eigentijd), onder leiding van Albreht. In dit tijdschrift werd de Joegoslavische manier van natievorming sterk bekritiseerd. Veel getalenteerde schrijvers verkozen voortaan Sodobnost boven Ljubljanski zvon. In 1935 werd schrijver en journalist Juš Kozak verkozen tot nieuwe hoofdredacteur van Ljubljanski zvon. Hij zorgde ervoor dat er meer ruimte werd gegeven aan marxistische en communistische schrijvers. Onder hen bevond zich ook Dušan Perjevec, hij werd later een van de voornaamste marxistische intellectuelen in Slovenië.
Tijdens de bezetting van Joegoslavië door de asmogendheden, werd Ljubljanski zvon door de Italiaanse bezetter verboden, waardoor in april 1941 het doek viel over het tijdschrift. Ondanks het feit, dat het tijdschrift voor de Tweede Wereldoorlog communistische sympathieën had getoond, werd het na de Tweede Wereldoorlog niet heropgericht door de nieuwe communistische overheid.

## Bijdragen
Ljubljanski zvon heeft de Sloveense literaire ruimte vernieuwd en tegelijkertijd uiting gegeven aan toenmalige cultuurpolitieke en andere politieke problemen. Dit werd mogelijk gemaakt door bijdragen van verschillende belangrijke Sloveense journalisten zoals Fran Levec, Anton Funtek, Janko Kersnik, Anton Aškerc, Oton Župančič, Anton Melik, Fran Albreht, Anton Ocvirk, Tone Seliškar, Juš Kozak,... Vooraanstaande schrijvers die werken publiceerden in Ljubljanski zvon waren onder andere Dragotin Kette, Josip Murn, Ivan Cankar en Alojz Gradnik.
In 1900 werd er naar aanleiding van de honderdste verjaardag van France Prešerens geboortedag een speciaal nummer uitgegeven met studies over deze schrijver.
Alle bijdragen en nummers van Ljubljanski zvon zijn online raadpleegbaar via de Digitale Bibliotheek van Slovenië.